# Xã Blaine, Michigan
Xã Blaine (tiếng Anh: Blaine Township) là một xã thuộc quận Benzie, tiểu bang Michigan, Hoa Kỳ. Năm 2010, dân số của xã này là 551 người.